# برازش
برازش یا برازندگی (در وراثت) یا سازواری یا توانایی زیستی (به انگلیسی: Fitness) بازنمایی کمی موفقیت تولیدمثلی فردی است. یک مفهوم محوری در شناخت نظریه فرگشت می‌باشد. این مفهوم به تناسب میان ژنوتیپ یا فنوتیپ یک ارگانیسم زنده با زیستگاه آن اشاره دارد.
توانایی زیستی به معنی توان یک ارگانیسم برای بقا و تولیدمثل است تا بتواند ژن‌های خود را به نسل بعدی منتقل کند.
به بیان تخصصی‌تر سازواری به معنی توان یک ارگانیسم در پراکندگی یک الل یا یک ژنوتیپ به خزانهٔ ژن در نسلهای آینده در مقایسه با الل‌ها و ژنوتیپ‌های دیگر می‌باشد.